# Eid
Eid é uma comuna da Noruega, com 468 km² de área e 5 579 habitantes (censo de 2004).         